# Vallenjaure
Vallenjaure är en sjö i Strömsunds kommun i Jämtland och ingår i Ångermanälvens huvudavrinningsområde. Sjön har en area på 0,0948 kvadratkilometer och ligger 839,9 meter över havet. Vallenjaure ligger i Frostvikenfjällen Natura 2000-område.

## Delavrinningsområde
Vallenjaure ingår i det delavrinningsområde (717410-144736) som SMHI kallar för Mynnar i Sjoutälvens vattendragsyta. Medelhöjden är 822 meter över havet och ytan är 2,32 kvadratkilometer. Det finns inga avrinningsområden uppströms utan avrinningsområdet är högsta punkten. Vattendraget som avvattnar avrinningsområdet har biflödesordning 4, vilket innebär att vattnet flödar genom totalt 4 vattendrag innan det når havet efter 296 kilometer. Avrinningsområdet består mestadels av skog (13 procent) och kalfjäll (81 procent). Avrinningsområdet har 0,14 kvadratkilometer vattenytor vilket ger det en sjöprocent på 6,1 procent.